# Löbschütz (Grimma)
Löbschütz ist ein Dorf im Landkreis Leipzig in Sachsen. Politisch gehört der Ort seit Anfang 2011 zu Grimma. Er liegt an der Bundesautobahn 14 zwischen Mutzschen und Grimma.
Urkundlich wurde Löbschütz 1446 das erste Mal als „Lobeschicz, Lobißwitz, Lobischitz“ genannt. Weitere Nennungen waren:
- 1523: Lobschwicz
- 1529: Lobschitz
- 1768: Lbschtz
- 1875: Löbschütz b. Grimma

## Entwicklung der Einwohnerzahl
| Jahr    | Einwohnerzahl                               |
| ------- | ------------------------------------------- |
| 1548/51 | 6 besessene Mann, 10 Inwohner, 10 1⁄2 Hufen |
| 1764    | 6 besessene Mann, 5 Hufen                   |
| 1834    | 63                                          |

| Jahr | Einwohnerzahl |
| ---- | ------------- |
| 1871 | 53            |
| 1890 | 47            |
| 1910 | 38            |

| Jahr | Einwohnerzahl |
| ---- | ------------- |
| 1925 | 32            |
| 1939 | 40            |
| 1946 | 37            |